# Diplonotos sulcatus
Diplonotos sulcatus är en mossdjursart som beskrevs av Gordon 1993. Diplonotos sulcatus ingår i släktet Diplonotos och familjen Bifaxariidae. Inga underarter finns listade i Catalogue of Life.